# Claude Raynal
Pour les articles homonymes, voir Raynal.
Claude Raynal, né le 10 octobre 1957 à Toulouse (Haute-Garonne), est un homme politique français, membre du Parti socialiste.
Maire de Tournefeuille entre 1997 et 2015, il est élu sénateur depuis 2014. Il préside, depuis le 7 octobre 2020, la commission des finances du Sénat,.

## Situation personnelle

### Famille
Claude Raynal est l'oncle du ministre Laurent Saint-Martin.

### Études
Claude Raynal est diplômé, en 1981, de l'Institut national des sciences appliquées de Toulouse en génie civil, de l'Université Toulouse-I-Capitole en sciences économiques (Licence).
Dans le cadre de son parcours, il intègre l'ENA (promotion Cyrano-de-Bergerac, 1997-1999).

### Carrière professionnelle
Il commence sa carrière professionnelle en tant que chargé de mission au sein de la Chambre régionale de commerce et d'industrie Midi-Pyrénées. Il devient, ensuite, chargé de mission auprès du délégué régional à la Recherche & technologie Midi-Pyrénées.
Il a également dirigé deux PME : Dytec matériels électriques et MIDIVALEUR.
Une fois diplômé de l'ENA, il devient Conseiller de tribunal administratif.

## Parcours politique

### Élu local de Haute-Garonne (1989-2020)
Élu conseiller municipal de Tournefeuille entre 1989 et 1994.
Entre 1994 et 1997, Claude Raynal est adjoint au maire de la commune. Il en devient maire à partir de 1997. En 2015, il démissionne de son mandat de maire en raison de la loi sur le non-cumul des mandats. Il reste, cependant, adjoint de Dominique Fouchier jusqu'en 2017. De 2017 à 2020, Claude Raynal est conseiller municipal de la commune. Il est maire honoraire de Tournefeuille,.
Au sein du District de Toulouse puis de la Communauté d'Agglomération du Grand Toulouse, entre 1992 et 2008, Claude Raynal occupe le poste de vice-président chargé de la commission environnement et bases de loisir.
Entre 2008 et 2014, il est président délégué chargé des Finances de la Communauté Urbaine du Grand Toulouse.
Après la création de la métropole de Toulouse Métropole, en 2014, Claude Raynal devient vice-président chargé de la Culture. Par ailleurs, entre 2014 et 2020, il est le président du groupe socialiste de la Métropole de Toulouse,.
Entre 1998 et 2014, il est élu, dans le canton de Tournefeuille, conseiller général de la Haute-Garonne. Durant cette période, il est successivement rapporteur général du budget puis secrétaire à l'environnement.

### Sénateur (depuis 2014)
Il est élu sénateur de la Haute-Garonne le 28 septembre 2014. Claude Raynal siège au Groupe socialiste.
Lors de son premier mandat de sénateur, il est nommé vice-président de la commission des finances du Sénat en 2017. Après sa réélection en septembre 2020, il est désigné président de la commission des finances succédant, ainsi, au sénateur Vincent Eblé,. En 2023, il préside la commission d'enquête sur le fonds Marianne.

### Prises de position

#### Primaire citoyenne de 2017
Dans le cadre de la primaire présidentielle socialiste de 2017, il soutient Manuel Valls.

#### Élection municipale de 2020
Lors de l'élection municipale à Toulouse, Claude Raynal soutient, dans un premier temps, la candidate socialiste Nadia Pellefigue. À l'issue du premier tour, celle-ci obtient 18,53 % des suffrages exprimés, l'autre candidat de gauche Antoine Maurice (EELV) récolte 27,56 % des voix. Le Maire sortant Jean-Luc Moudenc vire en tête avec 36,19 %.
Durant l'entre-deux tours de cette élection, la candidate Nadia Pellefigue se retire, et 13 de ses anciens colistiers, dont Claude Raynal, intègre la liste d'Antoine Maurice (Archipel Citoyen). Néanmoins, celui-ci, avec 48,02 % des voix, ne sort pas victorieux à l'issue du 2d tour.

## Détail des mandats et fonctions

### Au Sénat
- Sénateur de la Haute-Garonne depuis 2014.
- Vice-président de la commission des finances du Sénat de 2017 à 2020, puis président à partir d'octobre 2020[19].

### Au niveau départemental
- Conseiller général de la Haute-Garonne de 1998 à 2014.

### Au niveau métropolitain
- Vice-Président de Toulouse Métropole de 1992 à 2017.
- Conseiller communautaire de Toulouse Métropole de 2017 à 2020.

### Au niveau municipal
- Maire de Tournefeuille de 1997 à 2015.
- Adjoint au maire de Tournefeuille de 1994 à 1997, de 2015 à 2017.
- Conseiller municipal de Tournefeuille de 1989 à 2020.